# Tibetischer Abakus mit losen Steinen

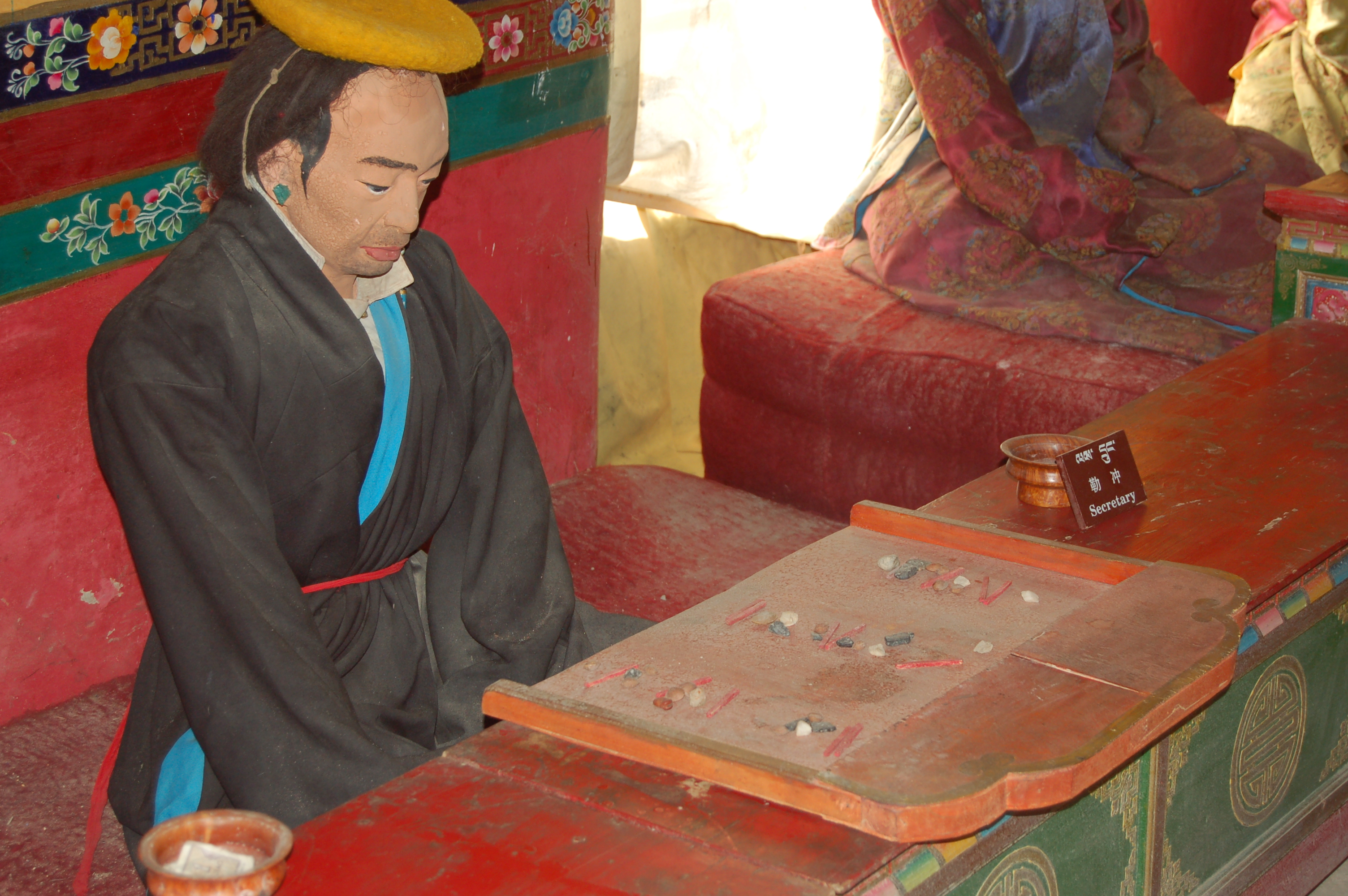
Tibetischer Finanzbeamter im Museum der Burg von Gyantse mit einem Rechenbrett

Ein Tibetischer Abakus mit losen Steinen (tib.: rde'u rtsis) ist ein Rechenhilfsmittel zur Durchführung von Rechenaufgaben und insbesondere von Umrechnungen von Größenangaben unterschiedlicher Maße und Gewichte.
Er wurde ausschließlich in den für Steuereinnahmen zuständigen Stellen der Verwaltung der zentraltibetischen Regierung oder in den Schatzämtern großer tibetischer Klöster bis zum Jahre 1959 verwendet.
Zur Durchführung von Rechnungen mit dem Abakus mit losen Steinen gab es verschiedene Lehrbücher. Das älteste bekannte Lehrbuch dieser Art wurde von Düchungpa (tib.: 'dus byung pa) Ananda im 17. Jahrhundert verfasst. Die Verwendung des Abakus mit losen Steinen geht offensichtlich auf die Zeit der Tibetischen Monarchie (7.–9. Jahrhundert) zurück.
Für Rechenaufgaben in anderen Bereichen, insbesondere in der tibetischen Kalenderrechnung und der tibetischen Astronomie, wurde ein anderes Rechenhilfsmittel verwendet, der Tibetische Sandabakus, auch Tibetisches Sandrechenbrett genannt.

## Das Rechengerät
Grundlage der Rechenoperationen waren Reihen von Steinen, die vor der rechnenden Person von links nach rechts, also horizontal, entweder auf der ebenen Erde, auf einem Tisch oder einem speziellen Rechenbrett niedergelegt wurden. Das Rechenbrett war manchmal mit Linien in Felder aufgeteilt, um die einzelnen Größen leichter unterscheiden zu können. Die Reihen repräsentieren Stellenwerte, wobei keine dieser Steinchenreihen mehr als 9 Einheiten umfasste. Die Steinreihen wurden übereinander platziert.
Mengenangaben waren grundsätzlich Messgrößen für Naturalien oder Geld, wie Getreide, Gold, Silber oder Heu nach traditionellen Maßeinheiten.
Für Getreide wurde ein Volumenmaß verwendet. Die größte Maßeinheit war hier ein khal, welches ungefähr 18 Liter umfasste. 1 khal umfasste 20 bre. 1 bre umfasste 6 phul (eine Handvoll). 1 phul wurde wiederum in 120 sogenannte „Innere Stücke“ (tib.: nang gi rdog ma) unterteilt. Die letztgenannte Größenangabe hatte keine praktische Bedeutung und diente nur der Kalkulation zur Vermeidung von Resten.
Als Rechensteine wurden verwendet: Aprikosenkerne (tib. kham tshig), Porzellanscherben (tib.: dkar-yog), schwarze Steine (tib.: rdel nag), Bohnen (tib.: rgya sran), Zehnerhölzer (tib.: bcu shing), halbe Aprikosenkerne (tib.: kham tshig phyed) und weiße Steine (tib.: rdel dkar).
Beispiel für die Darstellung einer Zahlgröße: Die Größe einer Getreidemenge sei mit 537694 khal, 19 bre und 5 phul angegeben. Dies ergibt auf dem Abakus mit losen Steinen folgendes Bild:
| Art der Steine           | Größenordnung | Betrag von 537694 khal, 19 bre und 5 phul in Steinen |
| ------------------------ | ------------- | ---------------------------------------------------- |
| Aprikosenkerne (⭖)       | 100.000 khal  | ⭖⭖⭖⭖⭖                                                |
| Porzellanscherben (☗)    | 10.000 khal   | ☗☗☗                                                  |
| Schwarze Steine (♦)      | 1000 khal     | ♦♦♦♦♦♦♦                                              |
| Bohnen (⬮)               | 100 khal      | ⬮⬮⬮⬮⬮⬮                                               |
| Zehnerhölzer (❙)         | 10 khal       | ❙❙❙❙❙❙❙❙❙                                            |
| Aprikosenkerne (⭖)       | 1 khal        | ⭖⭖⭖⭖                                                 |
| Halbe Aprikosenkerne (◓) | 1⁄2 khal      | ◓                                                    |
| Bohnen (⬮)               | 1 bre         | ⬮⬮⬮⬮⬮⬮⬮⬮⬮                                            |
| Schwarze Steine (♦)      | 1 phul        | ♦♦♦♦♦                                                |

## Addition und Subtraktion
Für die Addition von Zahlen wird beim Rechnen mit dem Abakus das Wort „Gehen“ (tib.: 'gro) verwendet. Damit wird ausgedrückt, dass beim Addieren Steine aus einer ungeordneten Menge einer geordneten Menge hinzugefügt werden, also gleichsam von einer Menge zur anderen „gehen“. Für die Durchführung der Addition ist wesentlich, dass in einer horizontalen Reihe niemals mehr als neun Steine platziert sein dürfen. Dies führt regelmäßig dazu, dass der Rechnende zunächst die vorhandene Menge reduziert, um dann entsprechend größere Beträge hinzuzufügen. Die Durchführung der Rechenoperationen wird regelmäßig durch einen Gesang begleitet, in dem der Rechenmeister sich selbst vorträgt, was er gerade durchführt.
Beispiel: Addiere zu {\displaystyle 189} den Betrag von {\displaystyle 9\cdot 7=63}.
| Art der Steine     | (1.) Ausgangsmenge ({\displaystyle 189}): {\displaystyle 9\cdot 7=7\cdot 9=63} sind zu addieren. | (2.) Reduktion um {\displaystyle 7:70} sind zu addieren. | (3.) Reduktion um {\displaystyle 30:100} sind zu addieren. | (4.) {\displaystyle 100} werden hinzugefügt, Ergebnis: {\displaystyle 252}. |
| ------------------ | ------------------------------------------------------------------------------------------------ | -------------------------------------------------------- | ---------------------------------------------------------- | --------------------------------------------------------------------------- |
| Bohnen (⬮)         | ⬮                                                                                                | ⬮                                                        | ⬮                                                          | ⬮⬮                                                                          |
| Zehnerhölzer (❙)   | ❙❙❙❙❙❙❙❙                                                                                         | ❙❙❙❙❙❙❙❙                                                 | ❙❙❙❙❙                                                      | ❙❙❙❙❙                                                                       |
| Aprikosenkerne (⭖) | ⭖⭖⭖⭖⭖⭖⭖⭖⭖                                                                                        | ⭖⭖                                                       | ⭖⭖                                                         | ⭖⭖                                                                          |

Bei dieser Rechnung wird folgender Text singend vorgetragen:
„(1.) Sieben mal neun (oder) neun mal sieben, also dreiundsechzig, haben eben genau zu gehen. (2.) Mit dem Geben von 3, 6, 7 auf dreiundsechzig sind es siebzig. (3.) Siebzig sagend, sind es mit dem Geben von dreißig nun einhundert, die eben genau zu gehen haben. (4.) Einhundert also sind gegangen.“
Während bei der Addition durch Wegnahmen von der Grundmenge der zu addierende Betrag in der Regel erhöht wird, ergibt sich bei der Subtraktion (tib.: 'then; „abziehen“) durch die Subtraktion höherer Beträge zumeist eine anschließende Addition des zu viel weggenommenen Betrages.
Beispiel: Subtrahiere von zu {\displaystyle 243} den Betrag von {\displaystyle 9\cdot 8=72}.
| Art der Steine     | (1.) Ausgangsmenge ({\displaystyle 243}): {\displaystyle 8\cdot 9=9\cdot 8=72} sind zu subtrahieren. | (2.) Reduktion um {\displaystyle 70:100} werden weggenommen, {\displaystyle 30} sind zu addieren. | (3.) {\displaystyle 30} werden hinzugefügt. | (4.) {\displaystyle 2} sind abzuziehen, Ergebnis: {\displaystyle 171} |
| ------------------ | --- | ------------------------------------------------------------------------------------------------- | ------------------------------------------- | --------------------------------------------------------------------- |
| Bohnen (⬮)         | ⬮⬮                                                                                                   | ⬮                                                                                                 | ⬮                                           | ⬮                                                                     |
| Zehnerhölzer (❙)   | ❙❙❙❙                                                                                                 | ❙❙❙❙                                                                                              | ❙❙❙❙❙❙❙                                     | ❙❙❙❙❙❙❙                                                               |
| Aprikosenkerne (⭖) | ⭖⭖⭖                                                                                                  | ⭖⭖⭖                                                                                               | ⭖⭖⭖                                         | ⭖                                                                     |

Bei dieser Rechnung wird folgender Text singend vorgetragen:
„(1.) Acht mal neun (oder) neun mal acht, also 72 sind eben genau abzuziehen. (2.) Mit dem Abziehen der 70 von hundert sind es genau dreißig, die eben genau zurückzugehen haben. (3.) Dreißig sind also zurückgegangen. (4.) Zwei sind eben genau abzuziehen. Zwei also sind abgezogen.“

## Umrechnungen

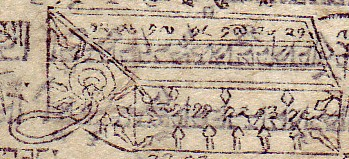
Tibetisches Messgerät (Hohlmaß) nach Vaiḍurya dkar-po (1685). Die Zahlen sind zur Divination angebracht.

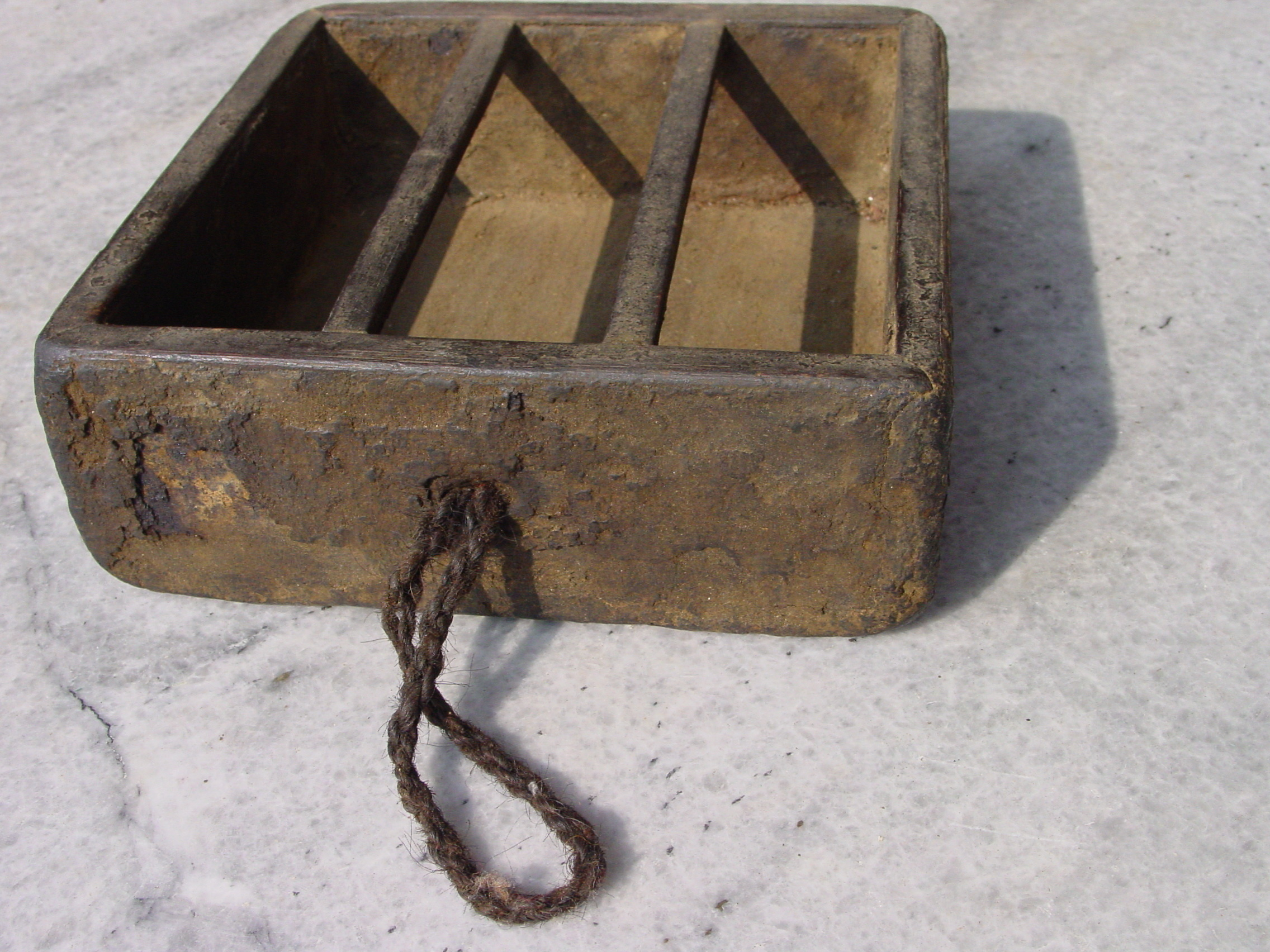
Tibetisches Messgerät (Hohlmaß) für Getreide mit der Größe von einem Bre

Eine der Hauptaufgaben der tibetischen Finanzbehörden war das Umrechnen von Größenangaben insbesondere für bestimmte Getreidemengen, die mit lokalen Messgeräten gemessen worden waren. Dabei ist zu beachten, dass die Hauptmasse der Steuereinnahmen in Tibet aus abgeliefertem Getreide bestand. Diese Getreide wurde in Vorratshäusern dezentral gelagert und die ein-. und abgehenden Mengen der Finanzbehörde gemeldet. Zwar verwendeten die für die Finanzen zuständigen Behörden eine Normgröße für ein khal Getreide, welche mit einem Normmessgerät ermittelt wurde. Dieses Messgerät wurde gtan tshigs mkhar ru genannt. Jedoch wurde in den verschiedenen Landesteilen Tibets eine Vielzahl unterschiedlich großer Messgeräte verwendet.
Als typisches Beispiel sei hier der Fall angenommen, dass den Finanzbehörden ein Zugang von 155 khal Getreide gemeldet wurde, der mit einem lokalen Messgerät mit der Größe von 8 bre gemessen wurde. Für die Registrierung dieses Zugangs war die Beantwortung der Frage wichtig, wie viel Getreide nach dem Normalmaß der Regierung abgeliefert wurde. Für diese Art von Umrechnungen, die stets mit dem Rechengerät Abakus mit losen Steinen durchgeführt wurden, beschreibt das Grundwerk des Düchungba mehrere Methoden, die alle darin übereinstimmen, dass nicht mit Zahlen gerechnet wird, sondern dass Steinchenmengen umgeordnet werden. Dies sei an einem Verfahren erläutert, das Düchungpa selbst erfunden hat und welches er ebenfalls mit dem Wort „Gehen“ (tib.: 'gro) bezeichnet.
Düchungpa erläutert sein Vorgehen wie folgt: Wenn der lokale Messkasten anstelle von 20 bre nur 8 bre fasst, bedeutet dies, das jeweils statt 20 bre bzw. 20 khal der gemeldeten Menge tatsächlich nur 8 bre. bzw. 8 khal nach dem Normalmaß vorliegen. Nimmt man deshalb von der gemeldeten Ausgangsmenge von 155 khal sukzessiv jeweils 20 khal weg und platziert dafür 8 khal in eine neue Menge, so erhält man am Ende dieses Verfahrens den gewünschten Betrag. Dabei kann man nach Düchungpa auch mit einem Übergang von 10 zur 4 oder von 5 zu 2 rechnen. Für die Rechnung mit dem Abakus ergibt dies folgendes.
Ausgangssituation:
| Art der Steine     | 1. Ausgangsmenge (155) | 2. Zielmenge |
| ------------------ | ---------------------- | ------------ |
| Bohnen (⬮)         | ⬮                      |              |
| Zehnerhölzer (❙)   | ❙❙❙❙❙                  |              |
| Aprikosenkerne (⭖) | ⭖⭖⭖⭖⭖                  |              |

Die Umrechnung, hier verkürzt dargestellt, erfolgt in drei Schritten, wobei der Rechenmeister diese Operationen wiederum mit einem Gesang begleitet.
1. Schritt
| Art der Steine     | Ausgangsmenge wird um 100 reduziert | Zielmenge wird um 40 erhöht. |
| ------------------ | ----------------------------------- | ---------------------------- |
| Bohnen (⬮)         |                                     |                              |
| Zehnerhölzer (❙)   | ❙❙❙❙❙                               | ❙❙❙❙                         |
| Aprikosenkerne (⭖) | ⭖⭖⭖⭖⭖                               |                              |

2. Schritt
| Art der Steine     | Ausgangsmenge wird um 50 reduziert | Zielmenge wird um 20 erhöht. |
| ------------------ | ---------------------------------- | ---------------------------- |
| Bohnen (⬮)         |                                    |                              |
| Zehnerhölzer (❙)   |                                    | ❙❙❙❙❙❙                       |
| Aprikosenkerne (⭖) | ⭖⭖⭖⭖⭖                              |                              |

3. Schritt:
| Art der Steine     | Ausgangsmenge wird um 5 reduziert | Zielmenge wird um 2 erhöht. Ergebnis: 62 khal |
| ------------------ | --------------------------------- | --------------------------------------------- |
| Bohnen (⬮)         |                                   |                                               |
| Zehnerhölzer (❙)   |                                   | ❙❙❙❙❙❙                                        |
| Aprikosenkerne (⭖) |                                   | ⭖⭖                                            |

## Brüche
Das oben geschilderte Umrechnungsverfahren konnte, wie übrigens alle sonstigen von Düchungpa beschriebenen Umrechnungsmethoden, nur dann sinnvoll durchgeführt werden, wenn das sich Verhältnis der Größe des örtlichen Messgerätes zu der Größe des Normalmaßes (gtan tshigs mkhar ru) in möglichst einfachen Brüchen darstellen ließ. Hierzu gibt das Werk des Düchungpa in seinem 2. Kapitel, welches die Brüche (tib.: zur) behandelt, zahlreiche Beispiele, die der Rechenmeister auswendig zu lernen hatte:
„Hierzu ist nun von den fünf Methoden des Umrechnens als erstes für die Rechnung mit Brüchen das ABC der Kalkulationen, dieser Schlüssel zum klaren Verstand für den getrübten Geist, das Folgende:
18 bre sind gleich 9⁄10 khal.
Falls sich 17 bre und 4 ½ phul und 1⁄6 phul ergeben haben, sind diese gleich 8⁄9 khal.
17 bre und 3 phul sind gleich 7⁄8 khal.
16 bre und 4 phul sind gleich 5⁄6 khal.
16 bre sind gleich 4⁄5 khal.
usw. usw.“

## Erweiterte Umrechnungsmethoden
Als weitere wichtige Umrechnungsmethoden sind hier zu erwähnen: 1. Die Differenzbetragsrechnung (tib.: ngo thog spor gcog), 2. die Verkettung von Steinmengen mit anschließender Addition (tib.: sngon ma'i cha 'gros) und 3. Differenzbetragsrechnung mittels Zinsaufschlags- und Zinsabschlagssätzen für Darlehen (’'bun gyi spor-gcog).

### Differenzbetragsrechnung
Ausgangspunkt dieser Umrechnung ist die Differenz, bzw. der Unterschied der Größen (tib.:  bar-khyad) eines örtlichen Messgerätes und des Normalmessgerätes. Der mit dem lokalen Messgerät ermittelte Gesamtbetrag wird zweimal platziert.
Mit dem Bruch, der das Teilverhältnis von diesem Differenzbetrag zur Größe des Normalmaßes (1 khal oder 20  bre, gemessen mit der gtan-tshigs mkhar-ru) angibt, errechnet man, z. B. mit dem vorstehend beschriebenen Verfahren, aus der Größe des mit dem örtlichen Messgerät ermittelten Gesamtbetrages die Differenz zu dem zu errechnenden Gesamtbetrag. Dieser Differenzbetrag wird dann von dem gemessenen Gesamtbetrag subtrahiert.
Ist also M die gemessene Gesamtmenge, x die Differenz der Größen der Messgeräte und MN der zu errechnende Gesamtbetrag, so rechnet man MN = M − M•(x/20) für den Fall, dass das Normalmaß größer als das Volumen des örtlichen Messgerätes ist.
Beispiele:
Besitzt das lokale Messgerät die Größe von 16 bre und 4 phul, so ist die Differenz zu einem khal des Normalmaßes 3 bre und 2 phul. Man errechnet aus der Gesamtmenge mit dem Umrechnungsfaktor 1⁄6 einen neuen Betrag (eine neue Steinchenmenge) und zieht das Ergebnis von der Gesamtmenge ab.
Besitzt das lokale Messgerät die Größe von 17 bre und 3  phul, so ist die Differenz zu einem khal des Normalmaßes 2 bre und 3 phul. Man errechnet aus der Gesamtmenge mit dem Umrechnungsfaktor 1⁄8 einen neuen Betrag (eine neue Steinchenmenge) und zieht das Ergebnis von der Gesamtmenge ab.

### Verkettung von Steinmengen
Umrechnung eines als Steinchenmenge niedergelegten Gesamtbetrages durch sukzessives Ausrechnen von miteinander verbundenen Teilbeträgen (tib.: sngon ma'i cha 'gros; „Gehen unter Orientierung an vorausgegangenen Teilbeträgen“), die anschließend addiert werden.
Formelmäßig lässt sich dies wie folgt darstellen:
Ist M der Ausgangsbetrag, MN der zu errechnende Betrag, V das Verhältnis (Bruch) der Größe des lokalen Messgerätes zum Normmessgerät (20 khal), und sind x, y, und z unterschiedliche Brüche, so lautet die Rechenvorschrift MN = M•x + (M•x)•y + (M•x•y)•z. Dabei muss V = x + x•y + x•y•z gelten.
Man rechnet also ausgehend von M mit M•x=M1 zunächst einen Teilbetrag M1 aus, der als Steinchenmenge rechts neben M platziert wird.
Aus dieser Ergebnismenge errechnet man eine zweite Steinchenmenge mit M1•y=M2, welche rechts neben M1 platziert.
Aus M2 erstellt man eine weitere Steinmenge durch M2•z, welches man rechts neben M2 platziert. Das Ergebnis sind vier Steinchenmengen, nämlich
M, (M•x),  (M•x•y), (M•x•y•z)
oder
M, M1, M2, M3.
Das Umrechnungsergebnis ergibt sich dann durch
M1 + M2 + M3.
Mit Zahlen ausgedrückt z. B.:
{\displaystyle M,\left(M\cdot {\frac {1}{4}}\right),\left(M\cdot {\frac {1}{4}}\ \cdot {\frac {1}{2}}\right),\left(M\cdot {\frac {1}{4}}\ \cdot {\frac {1}{2}}\cdot {\frac {3}{4}}\right)}
Das Ergebnis der Umrechnung ergibt sich aus dem Zusammenlegen (Addition) der drei errechneten Steinchenmengen, also:
{\displaystyle \left(M\cdot {\frac {1}{4}}\right)+\left(M\cdot {\frac {1}{4}}\ \cdot {\frac {1}{2}}\right)+\left(M\cdot {\frac {1}{4}}\ \cdot {\frac {1}{2}}\cdot {\frac {3}{4}}\right)}
Beispiel:
Beträgt die Größe eines örtlichen Messgerätes 1 bre, 1 phul und 1/3 phul des Normalmaßes, so rechnet man die mit dem örtlichen Messgerät ermittelte Gesamtmenge M mit dem Bruch
x = 1⁄20 um:
M1 = M•x = M•1⁄20.
Das Ergebnis M1 rechnet man mit dem Bruch y = 1⁄6 um:
M2 = M1•y = M1•1⁄6.
Dieses Ergebnis M2 wiederum rechnet man mit dem Bruch z = 1⁄3 um:
M3=M2•1⁄3.
Das Ergebnis der Gesamtrechnung ergibt sich durch die Addition dieser drei Teilbeträge M1, M2 und M3.
Grundlage dieser Umrechnungsmethode ist das Zerlegen von Brüchen. Im vorstehenden Beispiel ist nämlich das Größenverhältnis des örtlichen Messgerätes zum Normmessgerät
{\displaystyle {\frac {11}{180}}\;=\;{\frac {22}{360}}\ ={\frac {18}{360}}\ +{\frac {3}{360}}\ +{\frac {1}{360}}\ }.
Dies ist wiederum
{\displaystyle {\frac {1}{20}}\;+\;{\frac {1}{20\cdot 6}}\;+\;{\frac {1}{20\cdot 6\cdot 3}}}
Entsprechend dem vorstehenden Beispiel sei die Ausgangsmenge 720 khal, gemessen mit dem lokalen Messgerät.
| Art der Steine     | (1.) Ausgangsmenge720 khal des lokalen Messgerätes. | (2.) M1 = 720•1⁄20. Gehe von 20 zu 1. M1= 36 | (3.)M2=36•1⁄6. Gehe von 6 zu 1. M2=6 | (4.) M3=6•1⁄3=2. Gehe von 3 zu 1. M3 =2 | (5.) M1+M2+M3=44 |
| ------------------ | --------------------------------------------------- | -------------------------------------------- | ------------------------------------ | --------------------------------------- | ---------------- |
| Bohnen (⬮)         | ⬮⬮⬮⬮⬮⬮⬮                                             |                                              |                                      |                                         |                  |
| Zehnerhölzer (❙)   | ❙❙                                                  | ❙❙❙                                          |                                      |                                         | ❙❙❙❙             |
| Aprikosenkerne (⭖) |                                                     | ⭖⭖⭖⭖⭖⭖                                       | ⭖⭖⭖⭖⭖⭖                               | ⭖⭖                                      | ⭖⭖⭖⭖             |

### Differenzbetragsrechnung mittels Zinsaufschlags- und Zinsabschlagssätzen für Darlehen
Bei diesem Umrechnungsverfahren findet eine den tibetischen Mathematikern geläufige Methode der Zinseszinsberechnung Anwendung. Dabei bezeichnet ’bun sowohl den zuzüglich Zinsen und Zinseszins geschuldeten Darlehensbetrag als auch den Zinssatz. Hierbei werden zwei unterschiedliche Methoden der Berechnung von Schulden unterschieden, nämlich die dbus 'bun (zentraltibetischer Zinssatz: „Bei Zweien kommt Einer als Zins hinzu“ = 50 % Zinsen) und die gtsang 'bun (Zinssatz für die Region gTsang: „Bei Dreien kommt Einer als Zins hinzu“ = 33 1⁄3 % Zinsen).
Ausgangspunkt ist in der Regel die Berechnung des ursprünglichen geschuldeten Darlehensbetrages unter Verzicht auf die Zinsen für ein Jahr oder mehrere Jahre. Dabei werden die jährlich angefallenen Zinsen berechnet und sukzessiv vom Schuldbetrag abgezogen.
Dazu multipliziert man den Betrag, der den aktuellen Schuldenstand ausmacht, bei dem dbus-'bun genannten Zinssatz für ein Jahr mit 1⁄3 (dbus 'bun gcig bcag „Reduzierung um den Zinssatz Zentraltibets für ein Jahr“) und zieht das Ergebnis von der Ausgangsmenge ab, was einer Multiplikation mit 2⁄3 entspricht. Für zwei Jahre wird dies ausgehend vom zuvor errechneten Schuldbetrag wiederholt (dbus 'bun gnyis bcag „Reduzierung um den Zinssatz Zentraltibets für zwei Jahre“) und für ein eventuelles drittes Jahr wird dies dann noch einmal durchgeführt (dbus-'bun gsum bcag „Reduzierung um den Zinssatz Zentraltibets für drei Jahre“). Bei dem Zinssatz der Provinz gTsang (tib.: gtsang-'bun) rechnet man nicht mit dem Bruch 1⁄3 sondern mit 1⁄4.
Für die Umrechnung der Größen von Getreidemengen ist dieses Verfahren dann z. B. anwendbar, wenn die Größe des lokalen Messgerätes oder die Differenz dieses Betrages zu einem khal des Normaßes einem in der Zinseszinsrechnung auftretenden Bruch entspricht. Beispielsweise entspricht 3⁄4• 3⁄4• 3⁄4 der Maßgröße 8 bre + 2 phul + 1⁄2 + 1⁄8 phul und 2⁄3•2⁄3 entspricht der Maßgröße 8 bre + 5 phul + 1⁄3 phul.
Beispiel:
Das örtliche Messgerät fasst 1  khal, 8  bre, 5  phul und 1⁄3 phul des Normalmaßes (1 khal oder 20 bre, gemessen mit dem gtan-tshigs mkhar-ru). Der Gesamtbetrag (M), der mit dem örtlichen Messgerät ermittelt wurde, wird zweimal platziert. Der zweitplatzierte Betrag wird mit zweifachem Zinsabschlag reduziert. Tibetisch sukzessive gerechnet bedeutet dies MD1 = M − M•1⁄3, MD2 = MD1 − MD1•1⁄3. Direkt gerechnet: MD2 = M•2⁄3•2⁄3. Dies ergibt den Unterschiedsbetrag. Dieser Unterschiedsbetrag MD2 wird zu dem erstplatzierten Betrag M addiert.
Verifikation: Die Differenz zwischen der Größe des lokalen Messgerätes und dem Normalmaß beträgt 8 bre, 5 phul und 1⁄3 phul. Zur Probe wird mit M = 1 khal gerechnet. Dies ergibt 1•2⁄3•2⁄3 = 4⁄9 khal = 80⁄9 bre = 8 bre + 8⁄9 bre = 8 bre + 48⁄9 phul = 8 bre + 5 phul + 3⁄9 phul = 8 bre + 5 phul + 1⁄3 phul.